# ملا أحمد (شوط)
ملا أحمد هي قرية في مقاطعة شوط‌، إيران. يقدر عدد سكانها بـ 137 نسمة بحسب إحصاء 2016.